# Státní svátek
Státní svátek je svátek stanovený příslušným státem, často se jedná o den pracovního klidu. Státní svátek zpravidla připomíná či oslavuje významné historické události či náboženské svátky. V některých státech, například v někdejším Československu nebo v České republice, se odlišují státní svátky v pravém smyslu slova, které mají přímý vztah k danému státu a jeho historii a státnosti, od ostatních svátků, zejména náboženského původu, které se označují například jako „státem uznané svátky“, „ostatní dny pracovního klidu“ nebo (v aktuální české legislativě) „ostatní svátky“.

## Státní svátky v jednotlivých zemích
- Albánie
- Andorra
- Argentina
- Arménie
- Austrálie
- Ázerbájdžán
- Belgie
- Bhútán
- Brazílie
- Bulharsko
- Česko
- Československo
- Čína
- Dánsko
- Egypt
- Estonsko
- Filipíny
- Finsko
- Francie
- Gibraltar
- Hongkong
- Chile
- Indie
- Indonésie
- Írán
- Irsko
- Itálie
- Izrael
- Japonsko
- Jihoafrická republika
- Jižní Korea
- Kanada
- Kosovo
- Kypr
- Lichtenštejnsko
- Lotyšsko
- Lucembursko
- Macao
- Maďarsko
- Malajsie
- Mexiko
- Německo
- Nizozemsko
- Norsko
- Nový Zéland
- Polsko
- Portoriko
- Portugalsko
- Rakousko
- Rumunsko
- Rusko
- Řecko
- Severní Korea
- Singapur
- Slovensko
- Slovinsko
- Sovětský svaz
- Šalomounovy ostrovy
- Švédsko
- Thajsko
- Tibet
- Turecko
- Tuvalu
- Ukrajina
- USA
- Vatikán
- Velká Británie
- Venezuela